# Майоров, Николай (легкоатлет)
Николай Майоров (род. 20 мая 1947) — советский легкоатлет, специалист по стипльчезу. Выступал на всесоюзном уровне в 1970-х годах, серебряный призёр чемпионатов СССР и Спартакиады народов СССР, победитель первенств всесоюзного и республиканского значения, участник Всемирной Универсиады в Москве. Мастер спорта СССР международного класса.

## Биография
Николай Майоров родился 20 мая 1947 года. Занимался лёгкой атлетикой в Ульяновске под руководством тренера Николая Андреевича Культина, окончил Ульяновское физкультурно-педагогическое училище № 3, выступал за добровольное спортивное общество «Буревестник».
Впоследствии переехал на постоянное жительство в Белорусскую ССР, тренировался в Бресте и Минске, представлял физкультурно-спортивное общество «Динамо».
Будучи студентом, в 1973 году представлял Советский Союз на Всемирной Универсиаде в Москве — в беге на 3000 метров с препятствиями благополучно преодолел предварительный квалификационный этап, тогда как в финале с результатом 8:31.85 финишировал шестым.
В 1974 году на чемпионате СССР в Москве стал четвёртым в стипльчезе.
В 1975 году на чемпионате страны в рамках VI летней Спартакиады народов СССР в Москве завоевал серебряную награду в беге на 3000 метров с препятствиями, уступив лишь ленинградцу Владимиру Лисовскому.
В 1977 году показал четвёртый результат на чемпионате СССР в Москве, одержал победу на всесоюзном старте в Подольске.
В 1978 году в стипльчезе попал в число призёров на Мемориале братьев Знаменских в Вильнюсе, установив при этом свой личный рекорд — 8:28.2.
В 1979 году на чемпионате страны в рамках VII летней Спартакиады народов СССР в Москве вновь стал вторым, снова пропустил вперёд Владимира Лисовского.
За выдающиеся спортивные достижения удостоен почётного звания «Мастер спорта СССР международного класса».